# Makaira nigricans
Cá marlin xanh (danh pháp hai phần: Makaira nigricans) là một loài cá marlin bản địa Đại Tây Dương. Cá marlin xanh ăn một loạt các sinh vật sống gần bề mặt, và là một loài cá thể thao phổ biến. Đây là một loại cá có giá trị thương mại bởi vì thịt có hàm lượng chất béo tương đối cao. Nó là quốc ngư của Thịnh vượng chung Bahamas và có mặt trên huy hiệu nước này.
Cá marlin xanh phân bố khắp vùng nước nhiệt đới và cận nhiệt đới tại Đại Tây Dương. Chúng sinh sống ở vùng nước thoáng cách xa bờ, và săn nhiều loại sinh vật biển, chủ yếu gần bề mặt nước, và thường dùng mỏ của nó thể loại choáng hay bị thương con mồi.
Con cái có thể có khối lượng lên đến bốn lần so với khối lượng của cá đực. Khối lượng tối đa được công bố là 820 kg và chiều dài 5 m (16,4 ft). Loài này có ít loài săn mồi bắt nó ngoài con người; IUCN hiện đang xem xét nó một loài bị đe dọa do đánh bắt quá mức.

## Phân loại và đặt tên
Cá maclin xanh được đặt trong chi Makaira. Tên này xuất phát từ tiếng Hy Lạp, machaira có nghĩa là "kiếm ngắn", và từ tiếng Latin machaera, "kiếm". Tên loài (nigricans) trong tiếng Latin nghĩa là "trở thành màu đen". Loài cá này là một phần của họ Cá buồm (Istiophoridae) và của bộ Cá vược (Perciformes). Thêm vào đó, nó nằm trong phân bộ Xiphioidei và là thành viên của phân lớp Neopterygii. Nó cũng được xếp vào lớp Actinopterygii, gồm các loài cá vây tia, và siêu lớp Osteichthyes, gồm các loài cá xương.

## Kẻ thù và ký sinh trùng
Khi trưởng thành, cá maclin xanh có ít kẻ thù ngoài tự nhiên, những sinh vật săn nó chủ yếu là các loài cá mập lớn như cá mập mako vây ngắn và cá mập trắng lớn.
Chúng cũng có vài ký sinh trùng. Những ký sinh trùng này thuộc về các nhóm: Digenea, Didymozoidea, Monogenea, Cestoda (sán dây), Nematoda (giun tròn), Acanthocephala (động vật đầu móc), copepoda, hà, và Isistius brasiliensis.
Cá ép cũng thường bám vào cá maclin xanh.